# Teremky (métro de Kiev)
Teremky (ukrainien : Теремки) est une station de la ligne Obolonsko-Teremkivska (M2) du métro de Kiev. Elle est située dans le raïon de Holossiïv de la ville de Kiev en Ukraine.
Mise en service en 2010, elle est desservie par les rames de la ligne M2. Le service est arrêté ou perturbé depuis l'invasion de l'Ukraine par la Russie en 2022.

## Situation sur le réseau
Établie en souterrain, la station Teremky, est une station, terminus sud, de la Ligne Obolonsko-Teremkivska (M2) du métro de Kiev. Elle est située avant la station Ipodrom, en direction du terminus nord Heroïv Dnipra.
Elle dispose d'un quai central encadré par les deux voies de la ligne.
,

## Histoire
La station Teremky est mise en service le 6 novembre 2013, lors de l'ouverture à l'exploitation du prolongement, long de 1,5 km, de Ipodrom  au nouveau terminus de Teremky. Elle est réalisée par les architectes A. T. Gneverev, T. Tselikovskaïa, A. Nachivotchniki et E. Plachtchenko.

## Services aux voyageurs

### Accès et accueil
La station dispose de six accès équipés d'escaliers ordinaires, un accès dispose d'ascenseurs.

Installations
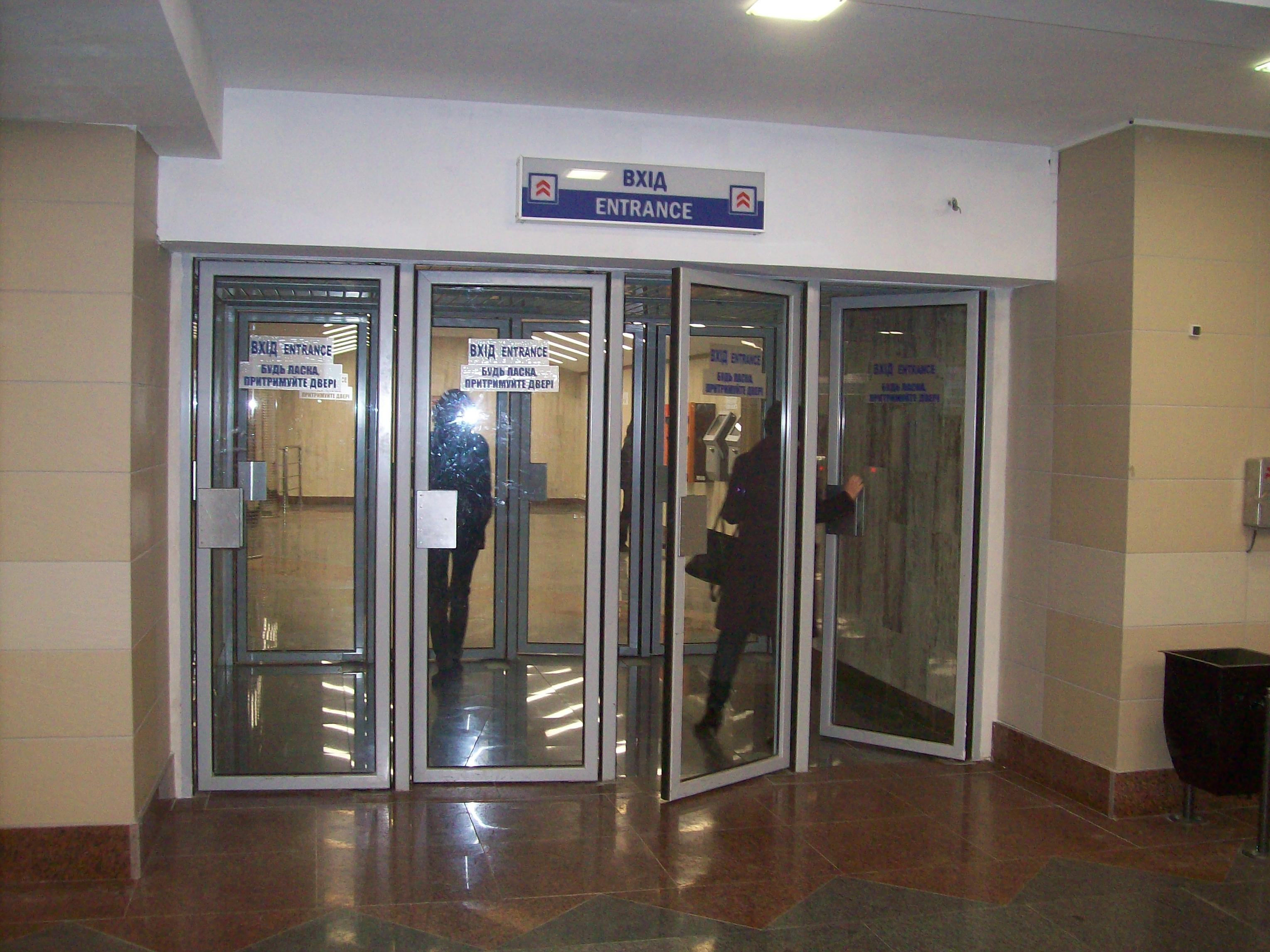
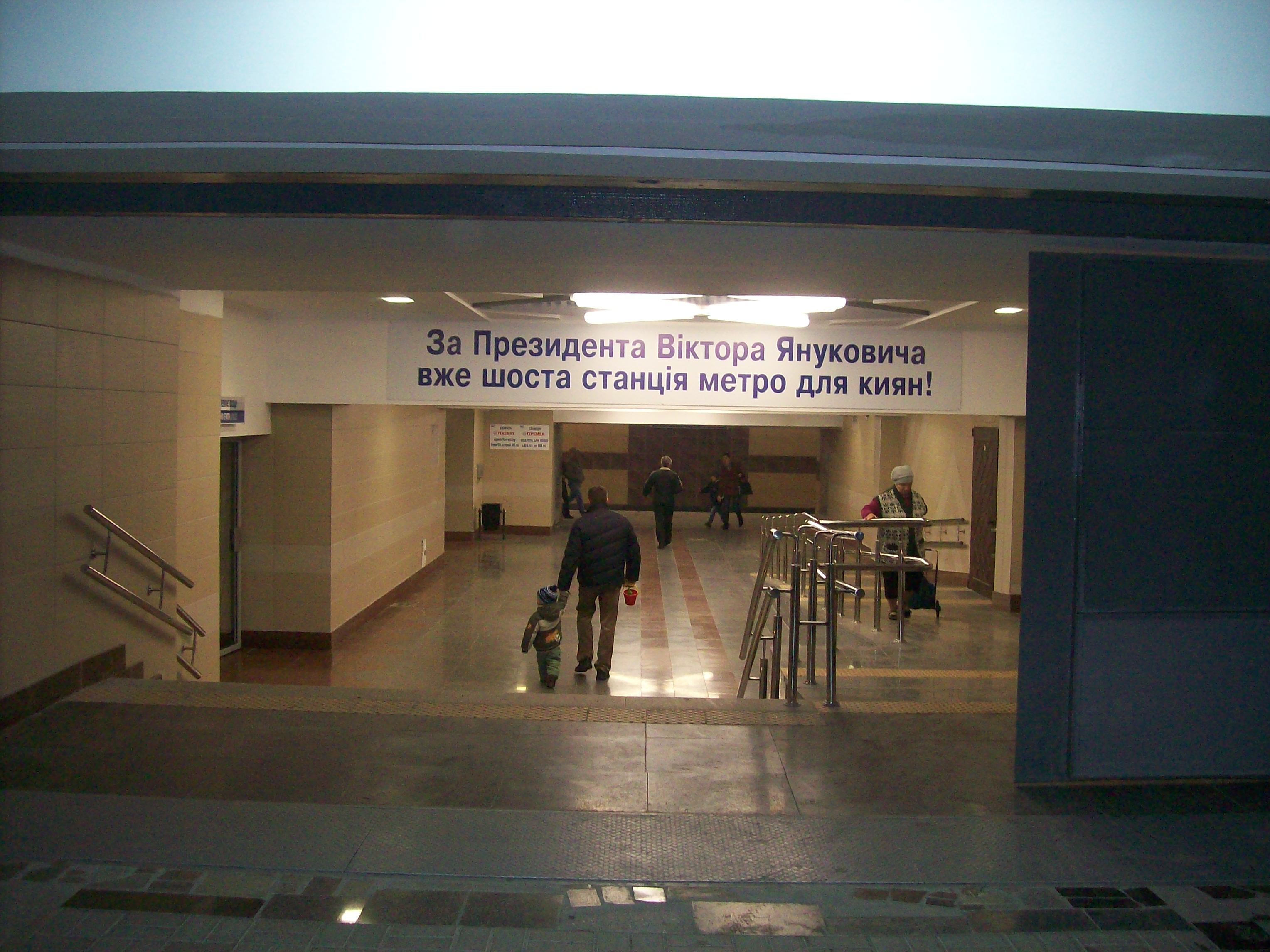
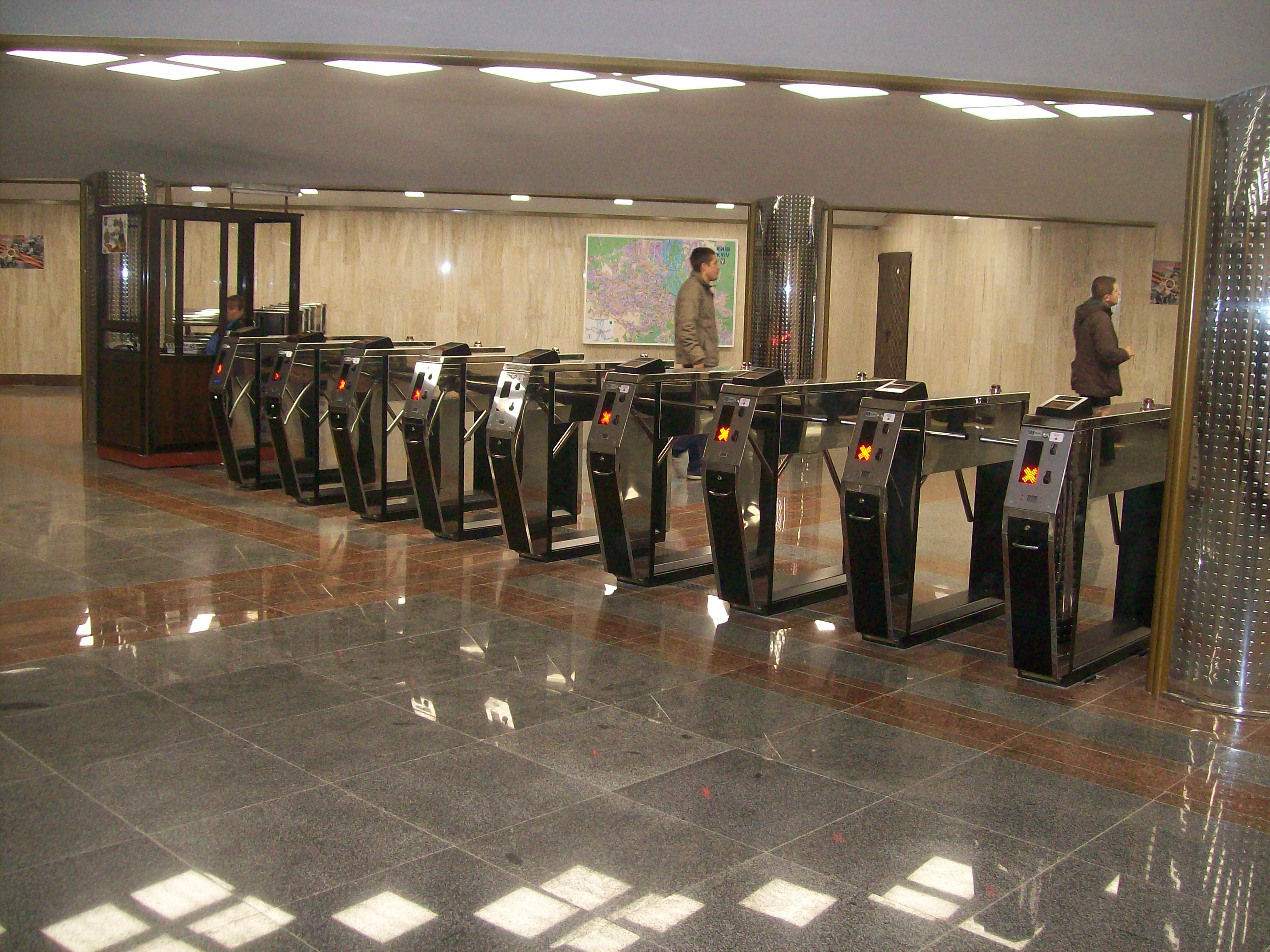

### Desserte
Teremky, terminus de la ligne, est desservie par les rames de la ligne Obolonsko-Teremkivska (M2).

Installations et desserte
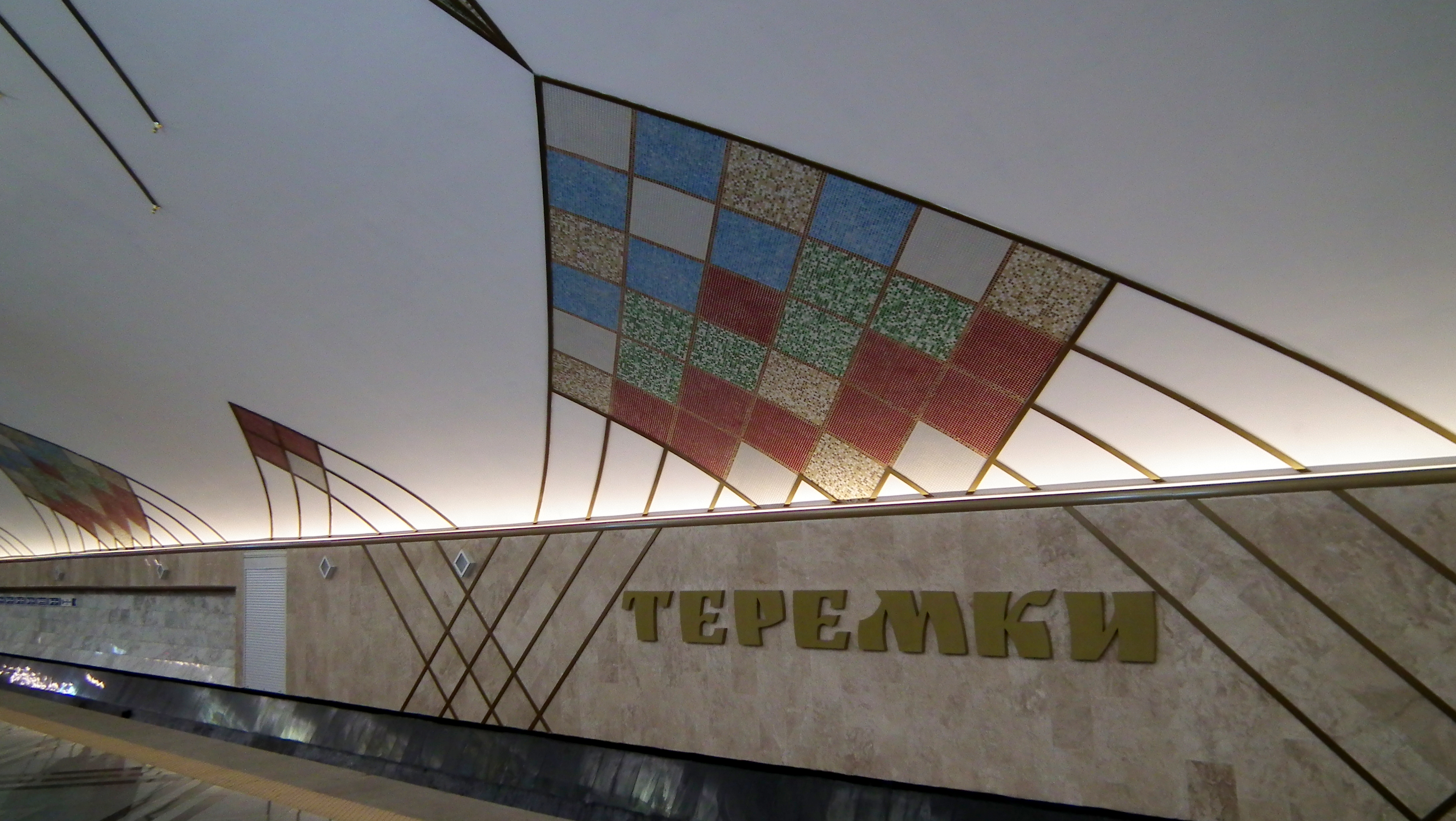
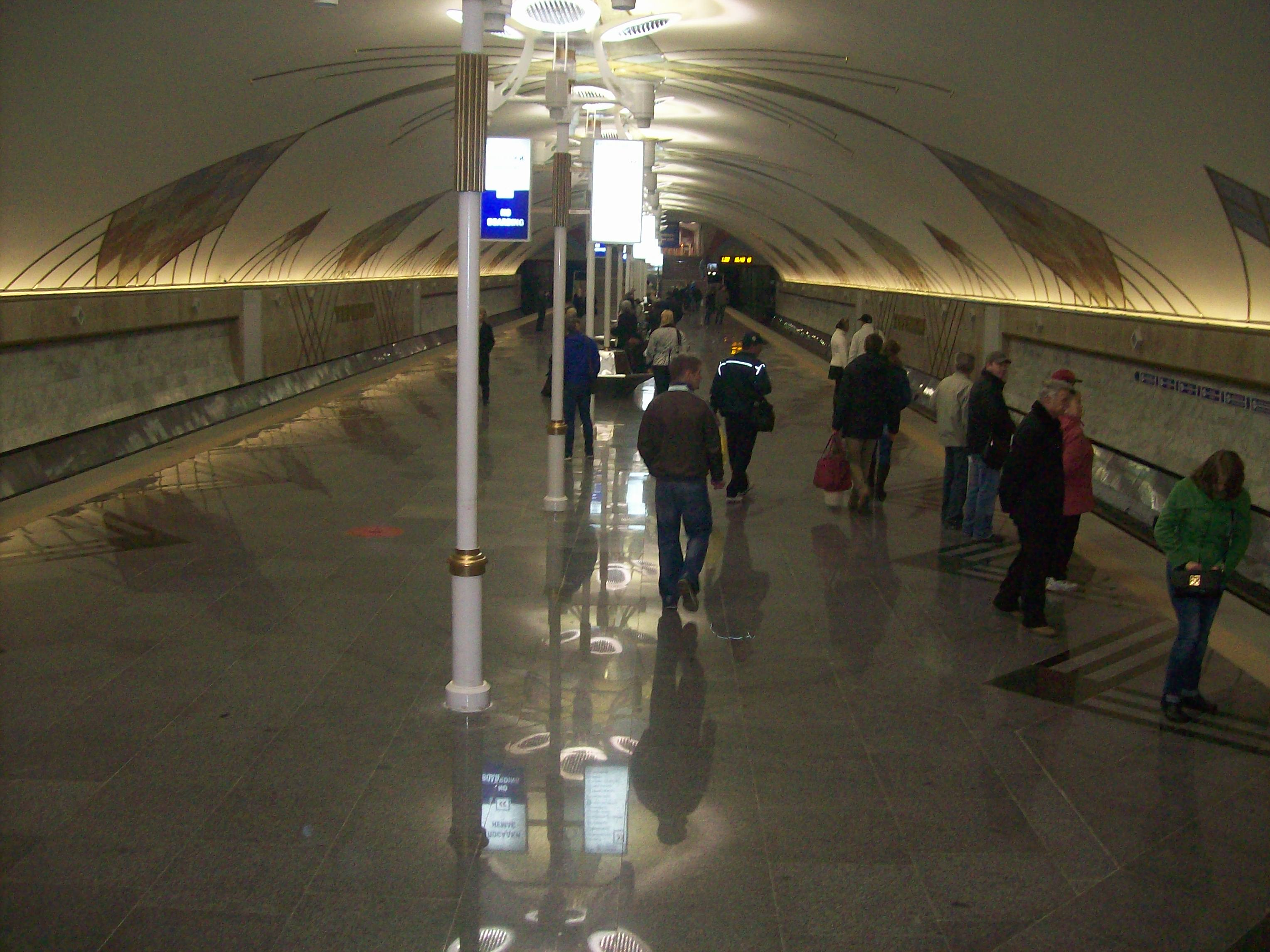
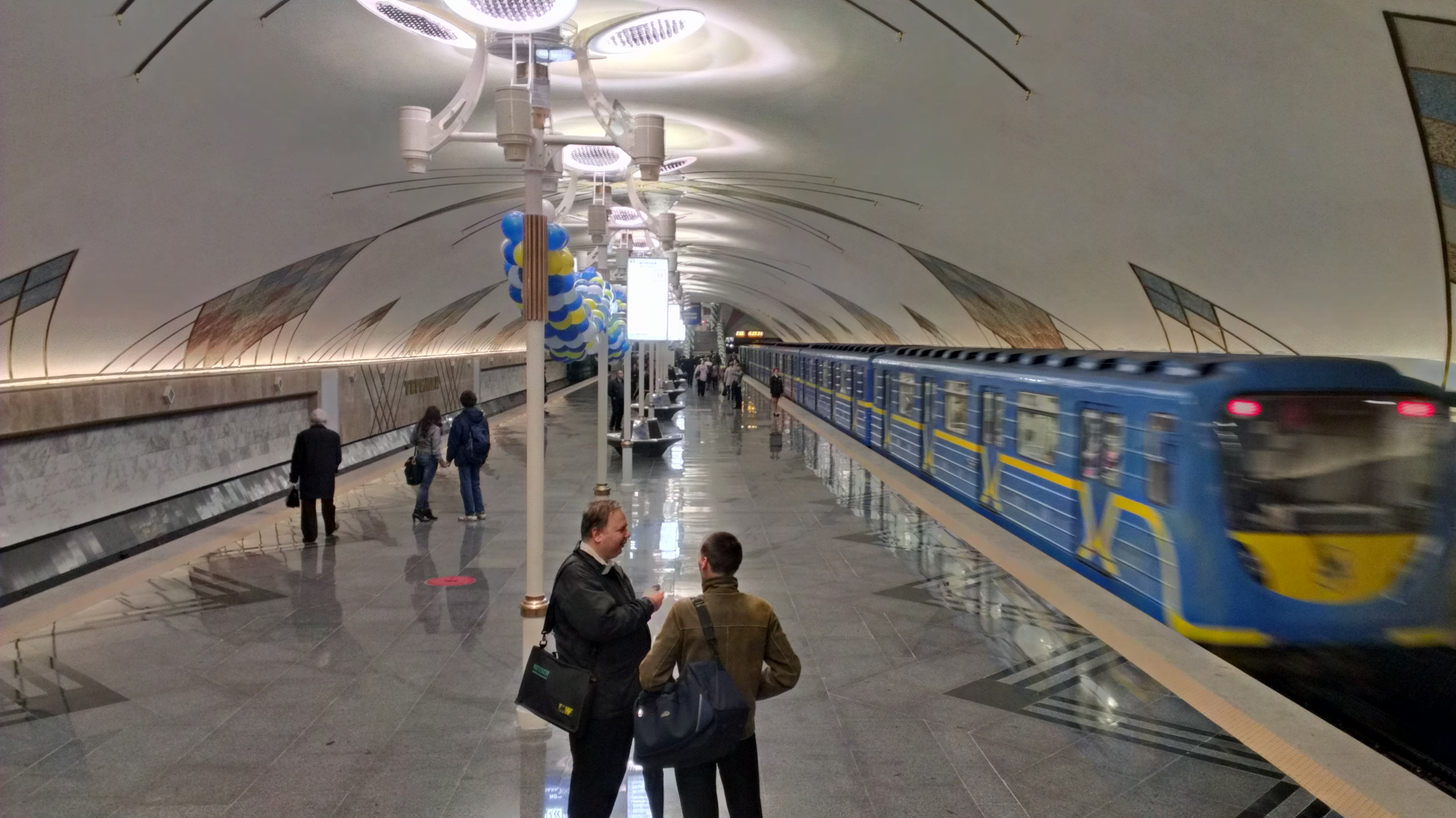

### Intermodalité
La station est desservie par système de transport en commun utilisant des minibus urbains et péri-urbains.